# Internationale luchthaven Hongkong

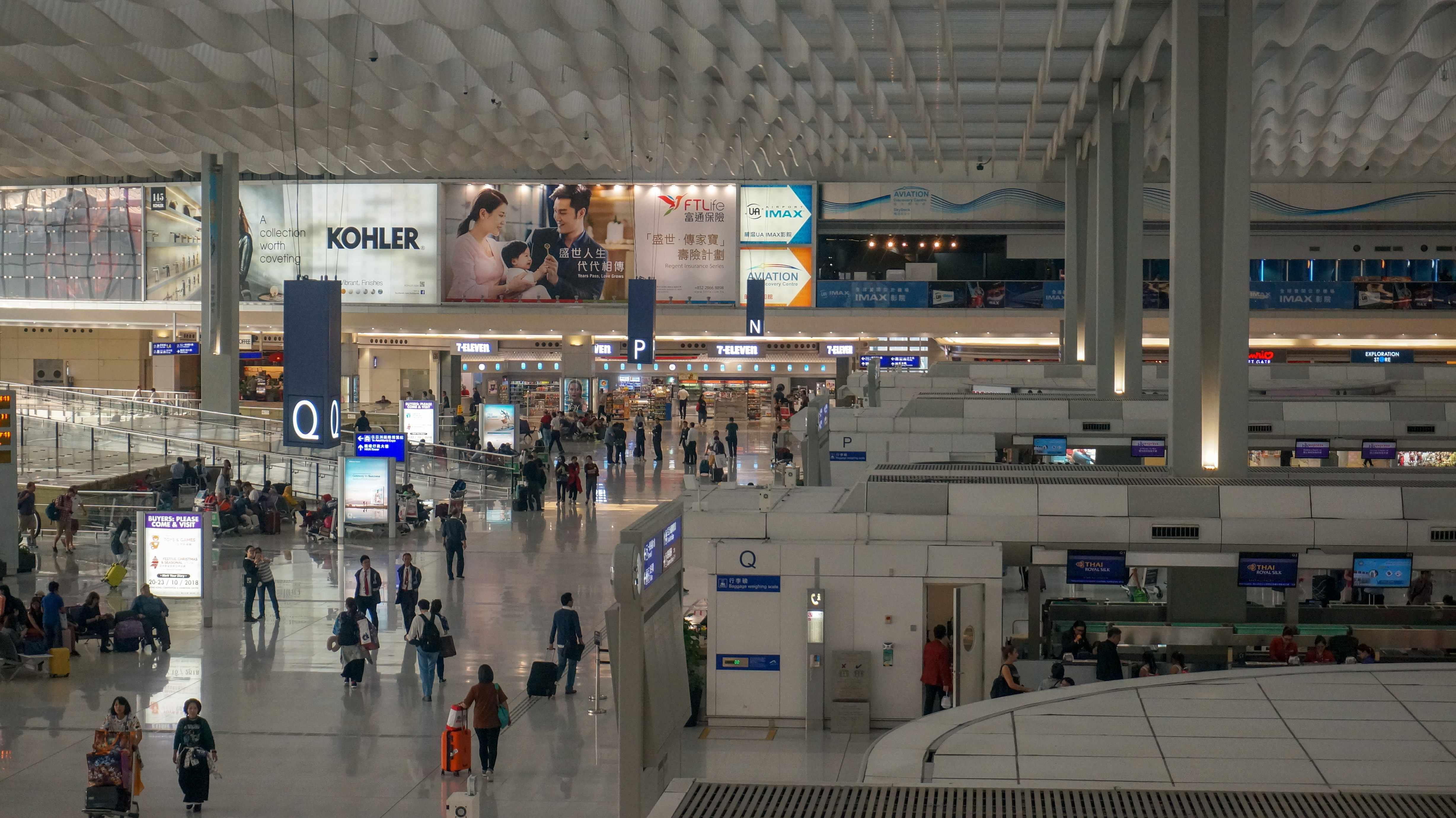
Interieur terminal 2

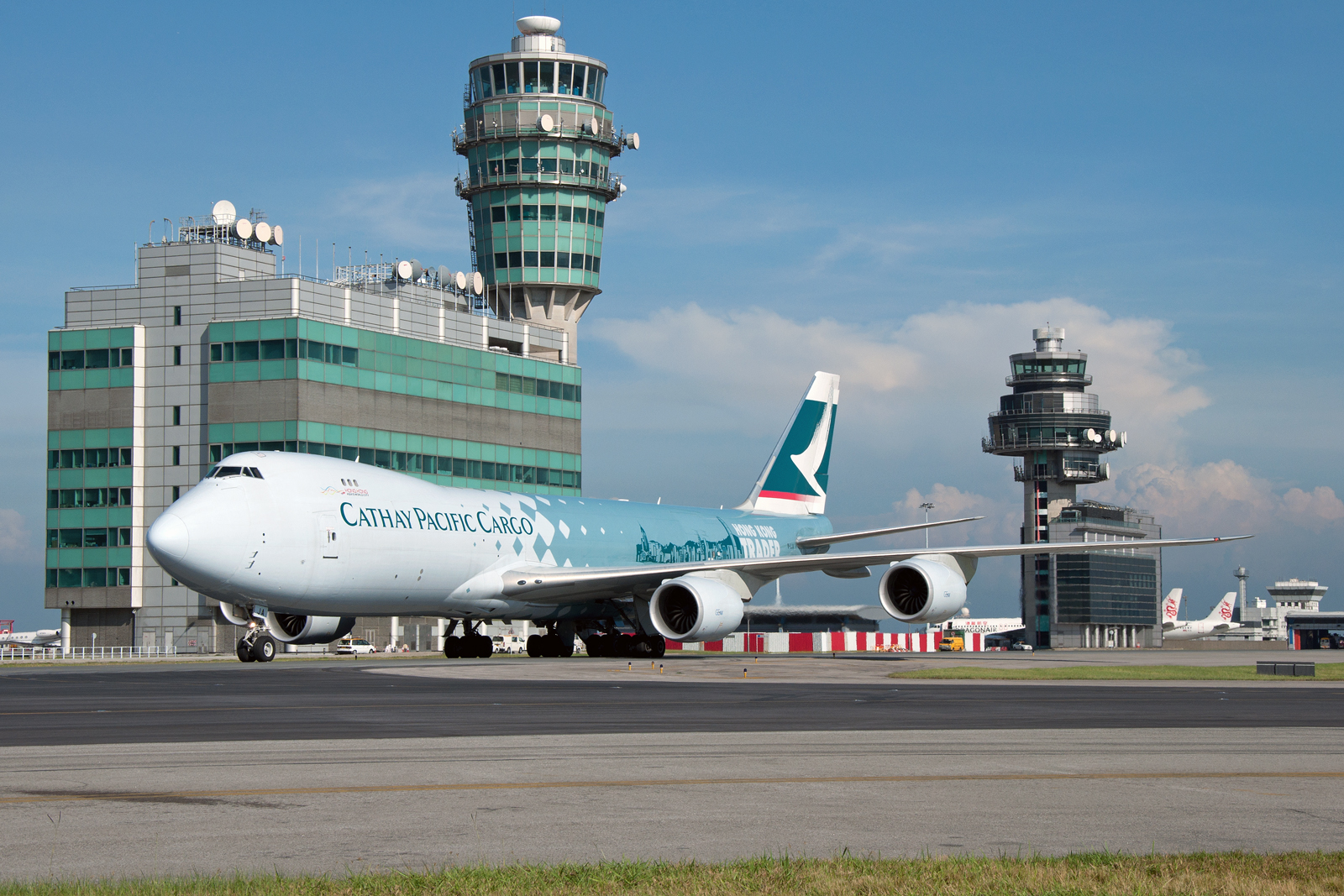
De verkeerstoren

De Luchthaven Hongkong is de internationale luchthaven van Hongkong bij het eiland Lantau. De luchthaven dankt zijn naam 'Chek Lap Kok' aan een oud eiland waarop deze gevestigd is.
De oude luchthaven, Kai Tak, was aan vervanging toe vanwege de aanhoudende groei van het vliegverkeer en de bevolkingstoename van Hongkong. In de jaren negentig werd begonnen aan de bouw van de nieuwe luchthaven. De kosten waren bijna 20 miljard euro. Op 6 juli 1998 werd de luchthaven officieel in gebruik genomen. In 1997 werd Hongkong weer overgedragen aan de Volksrepubliek China.
Het vliegveld was in 2019 veruit de grootste vrachtluchthaven ter wereld met een volume van 4,8 miljoen short ton en met 71,4 miljoen passagiers was het op 12 na de drukste luchthaven ter wereld qua passagiersaantallen.

## Aanleg en bouw

### Kunstmatig eiland
De luchthaven ligt op het grootste kunstmatige eiland dat ooit gebaggerd werd, net voor de kust van Hongkong, ten westen van Kowloon. Bij de aanleg van dit eiland werd gebruik gemaakt van Nederlandse en Belgische kennis en bedrijven. Twee kleine rotsachtige eilandjes vlak voor de kust van Lantau dienden als startpunt. Deze eilandjes werden afgevlakt en het vrijgekomen materiaal werd in de tussenliggende zee gestort als basis voor het eiland. De rest van de benodigde grond werd door baggerschepen gewonnen vanaf de omliggende zeebodem. Het eiland is in totaal 12,5 km² groot geworden, waarvan 300 hectare het oorspronkelijke eilandje Chek Lap Kok uitmaakte. Omdat er op het vasteland van Hongkong geen ruimte was om een grote internationale luchthaven te bouwen was inpoldering van een stuk zee de enige mogelijkheid.

### Verbinding met Hongkong
Er was geen vaste verbinding tussen de stad en het eiland Lantau. Om de bereikbaarheid van het nieuwe vliegveld te verbeteren zijn twee bruggen en een tunnel over en onder zeer intensief bevaren zeestraten gebouwd zonder die vaarroutes te blokkeren. De bekendste hiervan is de Tsing Ma Brug. Met een lengte van de overspanning van 1337 meter is het de langste brug die zowel een weg- als railverbinding heeft. Bij de bouw moest ook rekening worden gehouden met orkanen en aardbevingen die hier voorkomen. De bouw begon in 1992 en in 1997 werd de brug opgeleverd. De luchthaven is ook bereikbaar per spoor met de Airport Express.

## Faciliteiten

### Start en landingsbanen
Er zijn twee evenwijdige startbanen: 07L-25R en 07R-25L. Nieuwe banen zijn alleen mogelijk door inpoldering van andere stukken van de zee. Beide banen zijn 3800 meter lang en zijn 60 meter breed. De volgende radionavigatiesystemen zijn beschikbaar: VOR – DME – NDB.

### Terminal
De Britse architect Norman Foster heeft de luchthaven ontworpen.
De luchthaven kreeg van 2001 tot en met 2005 vijf keer de prijs  's werelds beste luchthaven. In 2006 stond het op de tweede plaats na de Internationale Luchthaven Changi in Singapore. In 2020 was de luchthaven afgezakt naar de zesde plaats.

### Statistieken
| Jaar | Passagiers | Vracht (ton) | Vliegtuig- bewegingen |
| ---- | ---------- | ------------ | --------------------- |
| 1998 | 28.631.000 | 1.628.700    | 163.200               |
| 2000 | 33.374.000 | 2.240.600    | 181.900               |
| 2005 | 40.740.000 | 3.402.000    | 263.500               |
| 2010 | 50.410.819 | 4.112.416    | 306.535               |
| 2015 | 68.488.000 | 4.380.000    | 406.000               |
| 2016 | 70.502.000 | 4.521.000    | 411.530               |
| 2017 | 72.866.000 | 4.937.000    | 421.000               |
| 2018 | 74.672.000 | 5.121.000    | 428.000               |
| 2019 | 71.500.000 | 4.800.000    | 419.730               |
| 2020 | 8.835.000  | 4.473.000    | 160.655               |
| 2021 | 1.350.000  | 5.027.000    | 144.815               |
| 2022 | 5.653.000  | 4.200.000    | 138.700               |
| 2023 | 39.503.000 | 4.332.000    | 276.065               |
| 2024 | 53.054.000 | 4.938.000    | 363.305               |

## Thuishaven
De volgende luchtvaartmaatschappijen hebben Chek Lap Kok als thuishaven:
- Cathay Pacific Airways
- Cathay Dragon
- Hong Kong Express
- Hong Kong Airlines
- Oasis Hong Kong Airlines
- Air Hong Kong